# جک نیلسن (تنیس‌باز)
 جک نیلسن (انگلیسی: Jack Nielsen؛ زاده ۳ اوت ۱۸۹۶ درگذشته ۱۹۸۱ (۸۴−۸۵ سال)) یک تنیس‌باز اهل نروژ بود.